# Morton B. Panish
Morton B. Panish (né le 8 avril 1929) est un chercheur en chimie physique américain. Il est connu pour avoir développé en 1970, avec Izuo Hayashi, un laser semiconducteur à onde entretenue fonctionnant à la température ambiante.

## Jeunesse
Morton Panish naît à Brooklyn le 8 avril 1929, d'Isidore Panish et Fanny Glasser. Six ans plus tard, son frère Paul naît.
Morton Panish fréquente la Erasmus Hall High School (en), d'où il obtient un diplôme en 1947. Il va par la suite au Brooklyn College pendant 2 ans, puis fréquente l'université de Denver.
Panish étudie d'abord la chimie organique. Il rencontre en classe Evelyn Chaim, sa future femme.
Par la suite, il s'intéresse de plus en plus à la chimie physique. Il obtient son diplôme en 1950.
Panish fait des études supérieures à l'université d'État du Michigan, où il sort avec une majeur en chimie physique et une mineure en chimie organique. Sa thèse porte sur une « série de mesures du comportement des dipôles électriques de certains composés organiques », chose qu'il ne trouve pas très intéressante.
De 1954 à 1957, Panish travaille au Laboratoire national d'Oak Ridge, Tennessee, où il étudie la thermodynamique chimique des sels fondus. Par la suite, il déménage au Massachusetts, où il travaille à la division recherche et développement de Avco. Il y travaille de 1957 à 1964, puis quitte à la suite de restrictions budgétaires,.

## Laboratoires Bell
Panish est engagé aux laboratoires Bell et commence à y travailler en juin 1964. Il est assigné au Solid State Electronics Research Laboratory.
En 1966, il fait équipe avec Izuo Hayashi pour étudier les diodes laser.